# Pink Dolphin Monument
El Pink Dolphin Monument es un monumento público en RA Apffel Park/East Beach en la isla de Galveston, Texas. Inaugurado el 25 de julio de 2014, el monumento está dedicado a las comunidades de minorías sexuales y de género. Es el primer monumento de este tipo en el sur de los Estados Unidos.

## Historia
El Pink Dolphin Monument fue creado por el artista Joe Joe Orangias, en colaboración con la escritora Dra. Sarah Sloane y el científico Dr. Frank Pega. Orangias talló la figura central del monumento, un delfín rosa, en piedra arenisca roja procedente de la costa de Texas. La imagen del delfín rosa hace referencia a la histórica Pink Dolphin Tavern (Taberna del Delfín Rosa) ubicada en la ciudad de Galveston. También se refiere al logotipo de Pink Posse, un grupo local de activistas de género y minorías sexuales. Orangias donó el monumento a RA Apffel Park/East Beach para promover la misión del parque y contribuir a honrar la diversidad en la isla.
“No están empezando a ser más monumentos de género y minorías sexuales de todo el mundo, por lo que esta pieza se suma a la red”, dijo el artista al Galveston Daily News. 
En 2015, el Pink Dolphin Monument apareció en la exposición "Island Time" en el Museo de Arte Contemporáneo de Houston.
Debido al vandalismo, el artista Ryan Hawk completó un proyecto de restauración de la estatua en 2019.

## Diseño
La estatua principal es del tamaño aproximado de un pequeño delfín (36" x 16" x 13"). Está apoyado por un pedestal de cinco pies, diseñado para crear la impresión de un delfín saltando sobre el Golfo de México que rodea la isla de Galveston. El monumento se encuentra en un pabellón al aire libre y su pedestal reproduce las columnas que sostienen el pabellón. La estatua está acompañada por el siguiente poema: 

The path that led you here

through giant gold headdresses

shaking in the wind

below a long calligraphy of stars -

finds you standing in R.A. Apffel Park

lit by dreams of dolphins rising

pink arches in the dark
El camino que te condujo hasta aquí

a través de tocados gigantes de oro

temblando en el viento

debajo de una larga caligrafía de estrellas

te encuentra de pie en RA Apffel Park

iluminado por sueños de delfines en aumento

arcos rosados en la oscuridad

Orangias talló 243 triángulos a partir de los restos del delfín original y los enterraron en la isla de Galveston para conmemorar aún más las minorías sexuales y de género en el paisaje. El polvo de tallar la estatua fue recogido y luego vertido en el océano por los participantes en la ceremonia de inauguración.

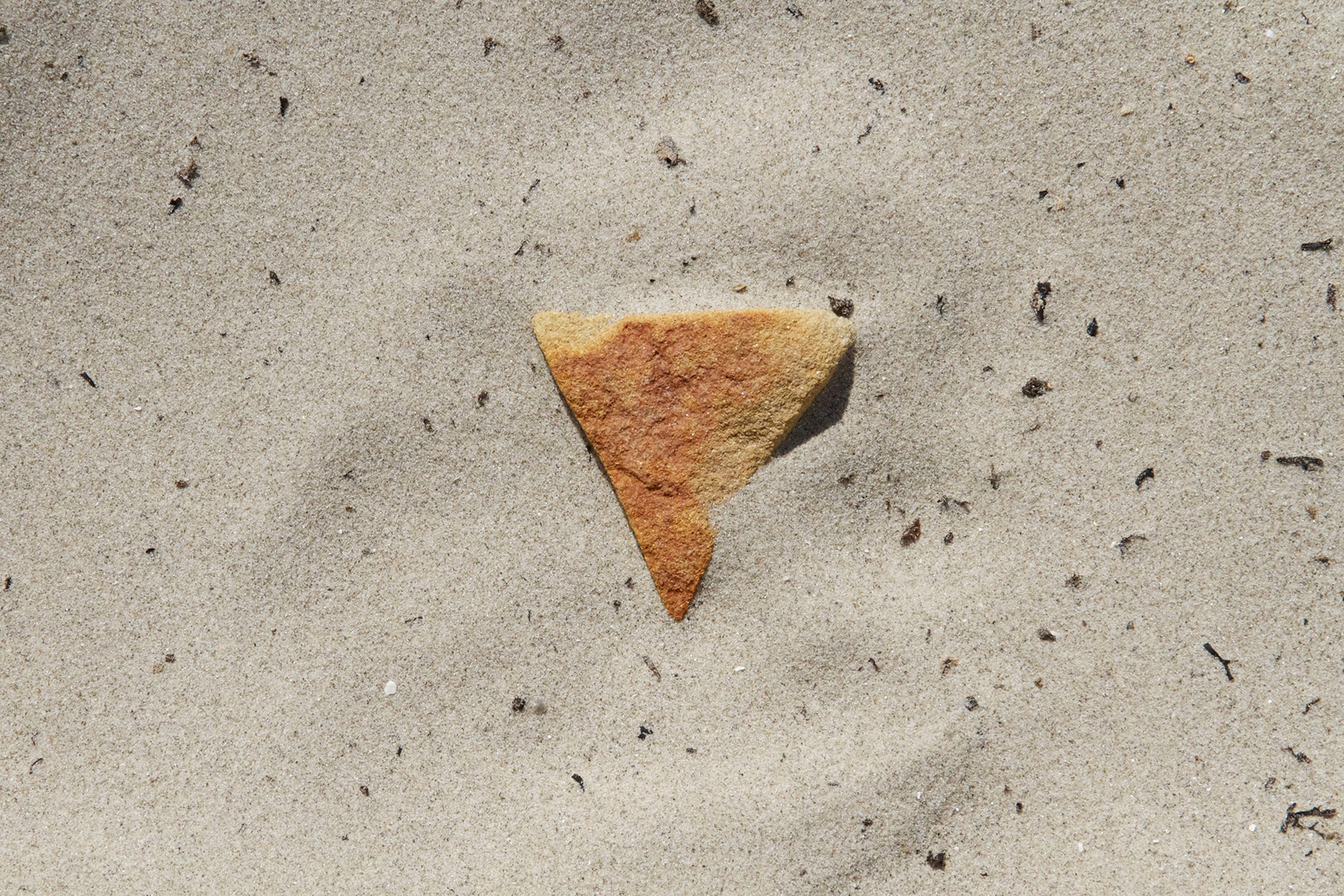
Pink Dolphin Monument (Entierro 32 de 243), Galveston Island, Texas, 2014.
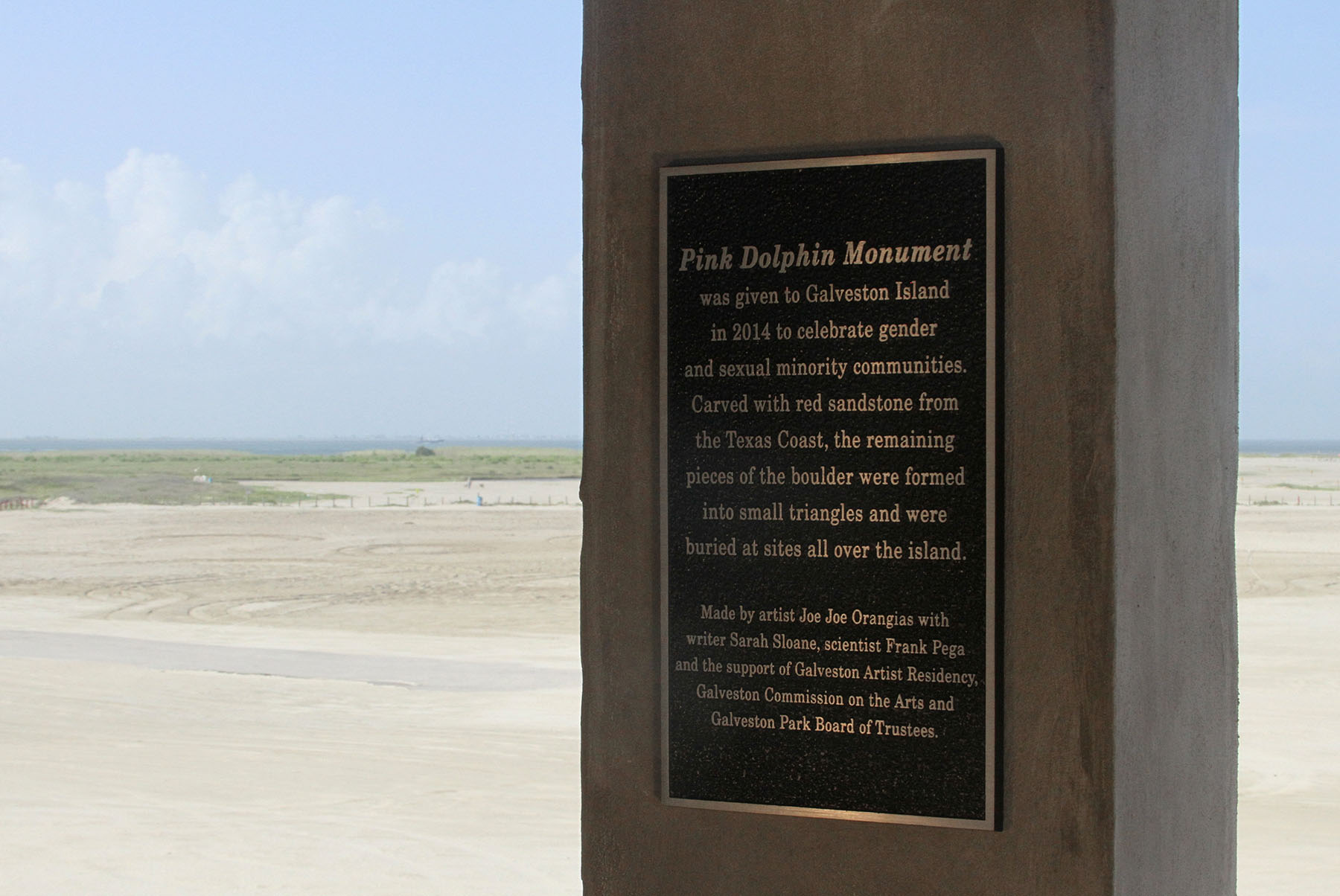
Pink Dolphin Monument (placa), RA Apffel Park, Galveston Island, Texas, 2014.